# Matilda Betham-Edwards
Matilda Betham-Edwards (Westerfield, 1836 - Hastings, 1919) foi uma escritora britânica.

## Biografia
Originária de uma família religiosa (o seu pai era um pastor anglicano), começou a escrever desde muito cedo. Charles Dickens publicou o seu primeiro poema (The golden lee) no seu hebdomadário literário All the Year Round.
Os seus romances The white house by the sea (1857), Doctor Jacob (1864) e Kitty (1869) foram truduzidos em diversas línguas.
Foi igualmente a autora de numerosos livros sobre viagens, sobretudo sobre a França. Escreveu A year in Western France (1875), France of to-day (1892) e numerosos outras obras sobre as suas viagens. Foi também uma poetisa e escreveu diversas obras para jovens.